# کاستل فوکونیانو
کاستل فوکونیانو (به ایتالیایی: Castel Focognano) یک کومونه در ایتالیا است که در استان آرتزو واقع شده‌است.

## خصوصیات
کاستل فوکونیانو ۵۶٫۶۰ کیلومترمربع مساحت و ۳٬۳۰۴ نفر جمعیت دارد و ۳۱۰ متر بالاتر از سطح دریا واقع شده‌است.